# Толстик, Владимир Васильевич
Владимир Васильевич Толстик (25 сентября 1937, Челябинск — 1982) — советский хоккеист, защитник. Мастер спорта СССР.
Воспитанник челябинского хоккея. В чемпионате СССР выступал за челябинские клубы «Урожай» (1957/58) и «Трактор» (1958/59 — 1964/65). В сезонах 1965/66 — 1971/72 играл за команду первой лиги «Торпедо» Усть-Каменогорск.